# Junge Adler (Jugendverband)
Die Jungen Adler (ab 1966: Die Skara) waren ein um 1947 gegründeter und um 1973 aufgelöster deutscher Jugendverband. Als Vorfeldorganisation der rechtsextremen Deutschen Reichspartei gegründet, galt der Bund in den 1950er Jahren als FDP-nah und gehörte zur Bündischen Jugend, bevor er sich in seiner Endphase für linksextreme Positionen öffnete.

## Geschichte

### Die ersten Jahre
Der rechtsextremistisch umtriebige Alfons Höller (* 1930) hatte nach dem Zweiten Weltkrieg einige radikale Jugendbünde gegründet, unter anderem auch um 1947 in Westfalen und Niedersachsen einige Gruppen, die er Junge Adler nannte, welche er in die DRP überführen wollte. In dem kleinen Bund, der sich zeitweise auch „Der Horst“ nannte, setzte sich aber eine weniger radikale Linie durch und 1951 wurde Höller von der Landesführung der Jungen Adler Rheinland-Westfalen „die Eignung zur Führung einer Jugendgruppe gänzlich abgesprochen“. In Nordrhein-Westfalen entstand um diese Zeit ein Landesverband mit zahlreichen neu gegründeten Gruppen. In Hamburg entstanden 1951 mit Unterstützung von FDP-Mitgliedern die Jungdeutschen Adler Hamburg. Beide Gruppierungen waren gedacht als Jugendverband im Vorfeld der Jungdemokraten. 1952 führte Heinz Lange, FDP-Landtagsabgeordneter in NRW, vor 1936 im Bund Adler und Falken, diese Gruppierungen zusammen und wurde zum ersten Bundesführer dieses gemeinsamen Jugendbundes gewählt. Um 1954 hatte der Bund mehr als 2500 Mitglieder, wovon 343 am Bundeslager teilnahmen. Durch neue Impulse und Gruppen, die ausschließlich bündische Gruppenarbeit betrieben, brach 1955 ein Konflikt zwischen den eher national und den rein bündischen Gesinnten aus. In den neuen Leitsätzen von 1956 bekannte sich der Bund schließlich klar zum Grundgesetz. Nach der Wahl von Jochen Schulz-Thomale zum Bundesführer (1956 bis 1959) verloren die eher national ausgerichteten Gruppen schnell an Bedeutung, es wurden Kontakte zu anderen Bünden der Jugendbewegung aufgenommen und der Bund bekam bündisches Gepräge.

### Die bündische Phase
Um 1960 waren die Jungen Adler Teil der Nachkriegsjugendbewegung: Sie gehörten zusammen mit dem Deutschen Pfadfinderbund, dem Kartell Deutsche Jungenschaft, der Deutschen Freischar, der Aachener und der Deutschen Jungenschaft zu den sechs Bünden, die am 14. Februar 1960 in Wiesbaden beschlossen, die Zeitschrift Der Eisbrecher herauszugeben. Die Jungdeutschen Adler gehörten mit zu den Gründern des vom Ring Bündischer Jugend initiierten Hamburger Singewettstreits, an dem sie 1962 am ersten Wettbewerb teilnahmen, ebenso an den folgenden, zuletzt 1966 mit einer Mädchenhorte aus der Skara. Sie waren 1961 auf dem „Überbündischen Treffen“ auf Burg Hohlenfels vertreten sowie auch auf dem Meißnertreffen 1963. Bundesführer waren in diesem Zeitraum Helmut Jaeger (1959/60), Gunther Gustafsen (1960/61; zeitweise war er auch Vorsitzender des Ringes Bündischer Jugend in Hamburg e. V.), Axel Witzsch (1961/62) und Heinz Ostrowski (1962/63).

### Die Umbenennung in „Die Skara“ und das Ende des Bundes
Der letzte Bundesführer war der spätere Publizist und NPD-Politiker Rolf Kosiek, der von 1963 bis 1967 den Bund leitete. Die Gruppen ließen sich politisch von ihm wenig beeinflussen; die Hertener waren beispielsweise pazifistisch ausgerichtet, manche ihrer Mitglieder beteiligten sich an den Ostermärschen der Friedensbewegung. Um den häufigen Verwechslungen mit dem Jugendbund Adler, der Jugendorganisation des rechtsextremistisch-nationalistischen Deutschen Blocks, zu entgehen, benannten sich die Jungen Adler 1966 in Die Skara um. Besonders die Hamburger Gruppen wurden von der Studentenbewegung beeinflusst. 1969 bauten die noch aktiven Mitglieder ihre Gruppenräume in der Schlüterstr. 4 zu einem Kommunikationszentrum „Ingenieurbüro MAREN“ (Marx-Engels) mit einer „Kneipe“ um, das abends geöffnet und wegen der räumlichen Nähe zur Universität von vielen Studenten genutzt wurde. Der harte Kern gründete 1971 eine Wohngemeinschaft und beteiligte sich in Zusammenarbeit mit anderen bündischen Gruppierungen innerhalb des Ringes Bündischer Jugend an studentischen Diskussionen und Protestaktionen. 1973 wurde Die Skara, die nur noch aus wenigen Mitgliedern bestand, zusammen mit der „Jungentrucht“ aus dem Ring junger Bünde ausgeschlossen, da sie durch klassenkämpferische Parolen und endlose Diskussionen jede sinnvolle Arbeit innerhalb des Ringes zunichtemachte.

## Struktur, Besonderheiten, Personen
Der Jugendbund Junge Adler existierte nur in Nordwestdeutschland und Berlin. Er war in Gaue aufgeteilt, 1954 bestanden die Gaue Bremen-Oldenburg, Niedersachsen (sie bildeten später zusammen den Stromgau), Hamburg, Westfalen, Rheinland und Berlin. Neben dem Bundesblatt Der Sturmadler gab es zahlreiche regionale Zeitschriften, so zum Beispiel Der Seeadler (Hamburg, 1951–1965), Der Grenzadler (1954–1956, 30 Ausgaben) und Quo vadis (Bremen-Oldenburg, 1957–1959). Zeitweilig beteiligte sich der Bund am Aufbauwerk Tirol; die Fahrtenteilnehmer waren bei Bauern untergebracht und arbeiteten tagsüber in der Landwirtschaft oder beim Wegebau. Da die ersten fünf Bundesleiter alle aktiv in der FDP beziehungsweise bei den Jungdemokraten tätig waren, galt der Bund als dieser Partei nahestehend.
Die Hamburger Jungdeutschen Adler vereinbarten zusammen mit dem Ring Bündischer Jugend 1963 als erster Jugendverband der BRD einen Jugendaustausch mit dem „Komitee der Jugendorganisationen der UdSSR“ und führten unter der Leitung von Gunther Gustafsen und Helmut Jaeger bis 1966 jährlich Fahrten nach Leningrad und Moskau durch, während im Gegenzug russische Studenten und Komsomol-Mitglieder in die BRD kamen. Diese Initiative wurde dann vom Hamburger Jugendring ausgebaut. Die Skara wandelte mit weiteren Bündischen 1967 den Jugendhof Estetal in ein heilpädagogisches Kinderheim um und stellte über Jahrzehnte den Vorsitzenden.
Über einen kürzeren oder längeren Zeitraum gehörten unter anderem auch der frühere NATO-General Dieter Clauß und der Herausgeber und Liedermacher Erik Martin dem Bund an.